# Koppelverband
Ein Koppelverband (KVB) ist eine Sonderform des Schubverbandes. Er besteht aus einem Motorschiff und einem passend dazu gebauten Schubleichter und hat eine Tragfähigkeit von insgesamt bis zu 10.000 Tonnen. In der Regel haben beide Einheiten den gleichen Namen, wobei beim Leichter die römische Ziffer zwei angehängt wird. Die beiden Schiffe fahren überwiegend in Längsformation, können aber auch nebeneinander gekoppelt werden.

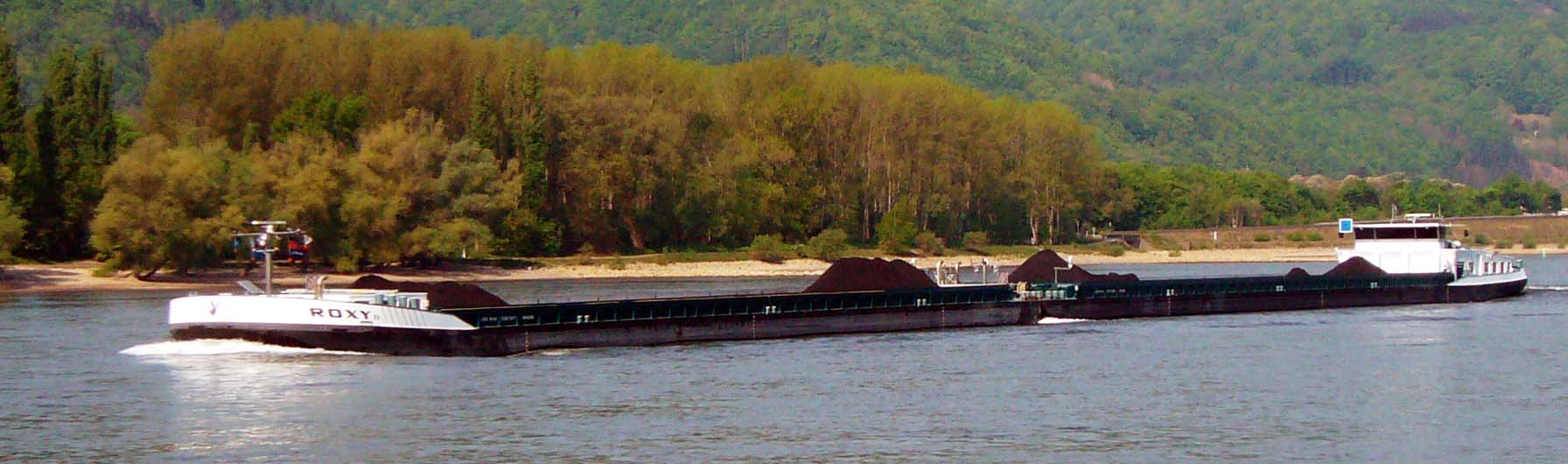
Koppelverband Roxy

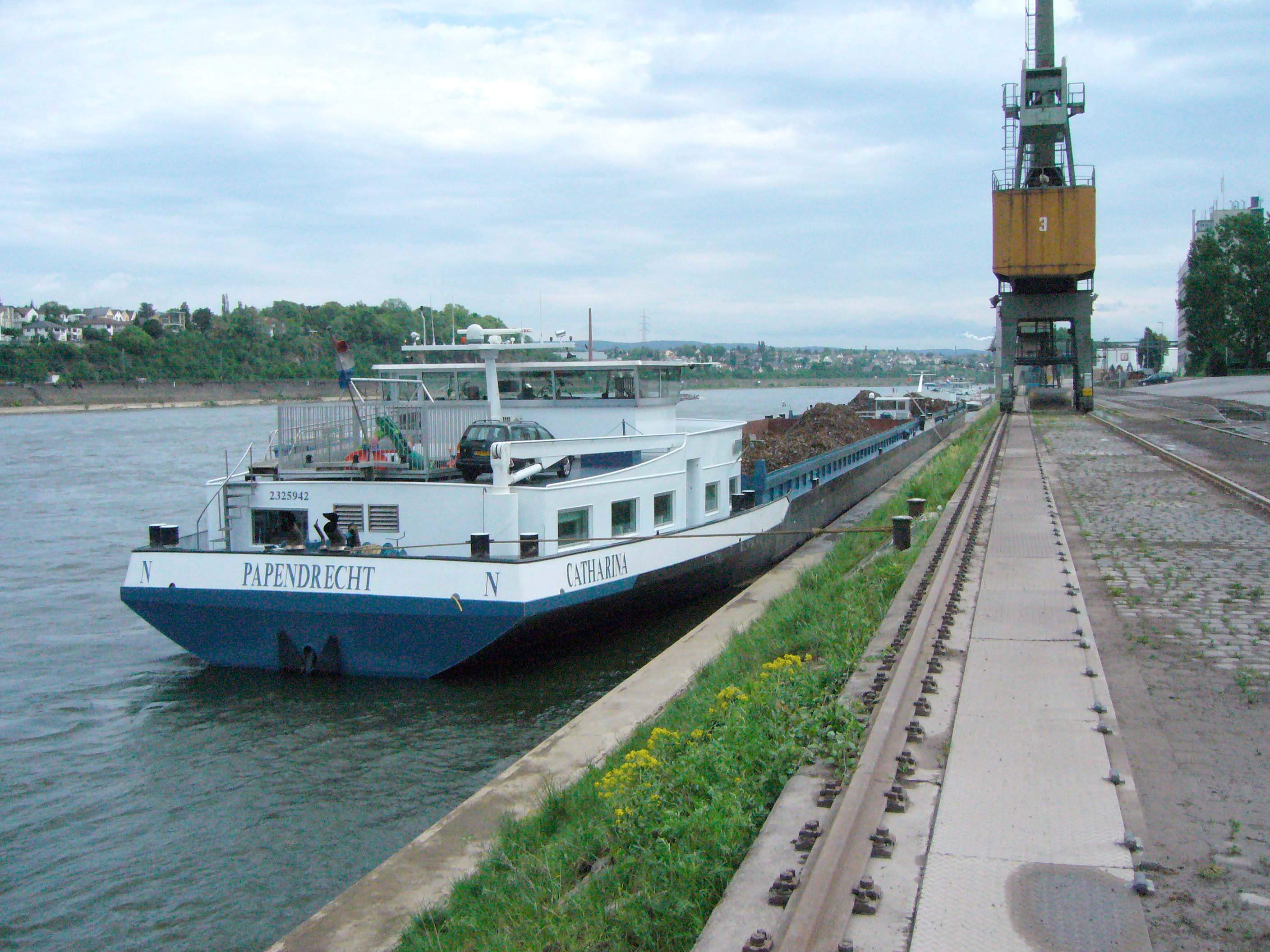
Koppelverband Catharina

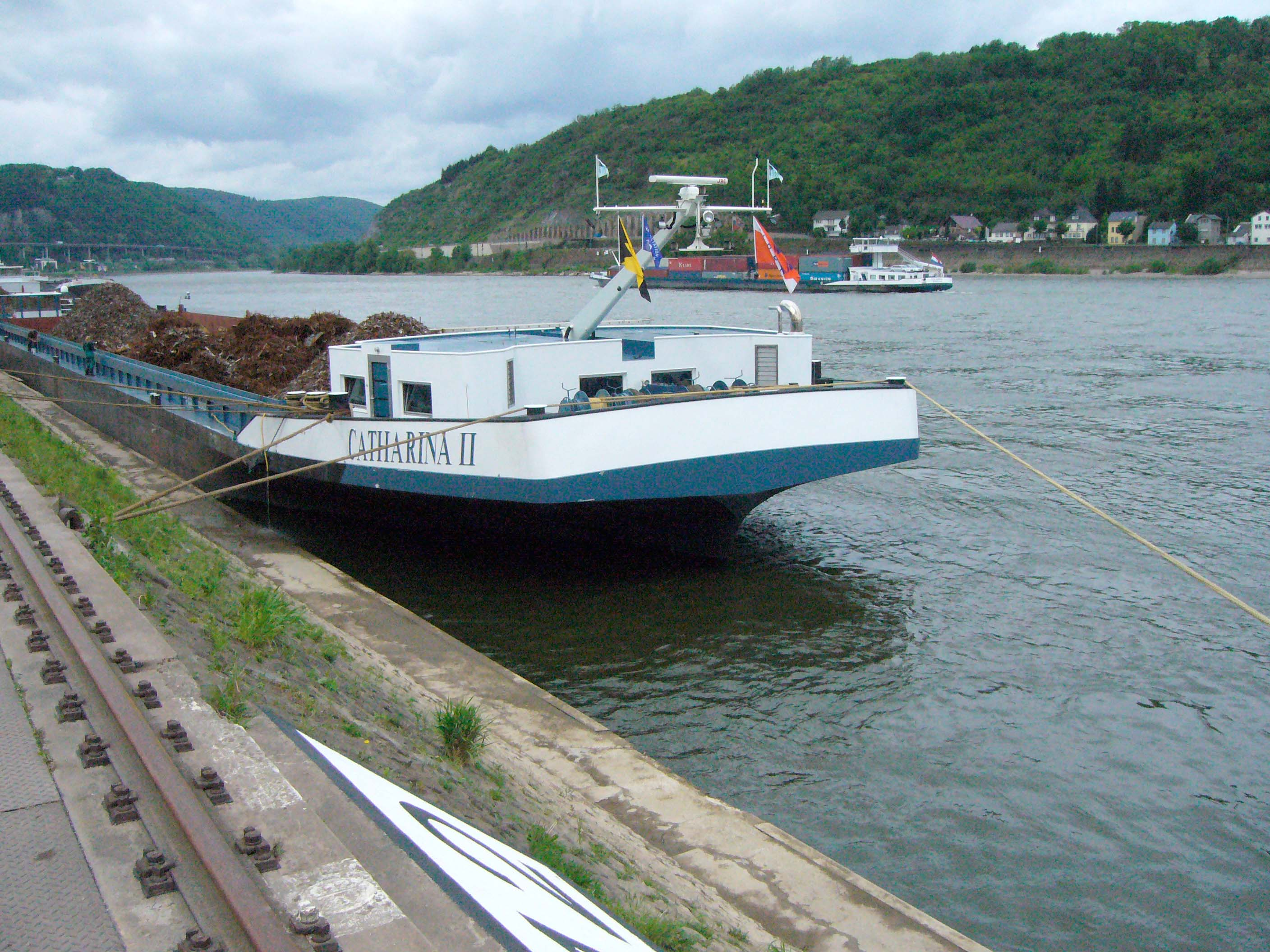
Leichter Catharina II

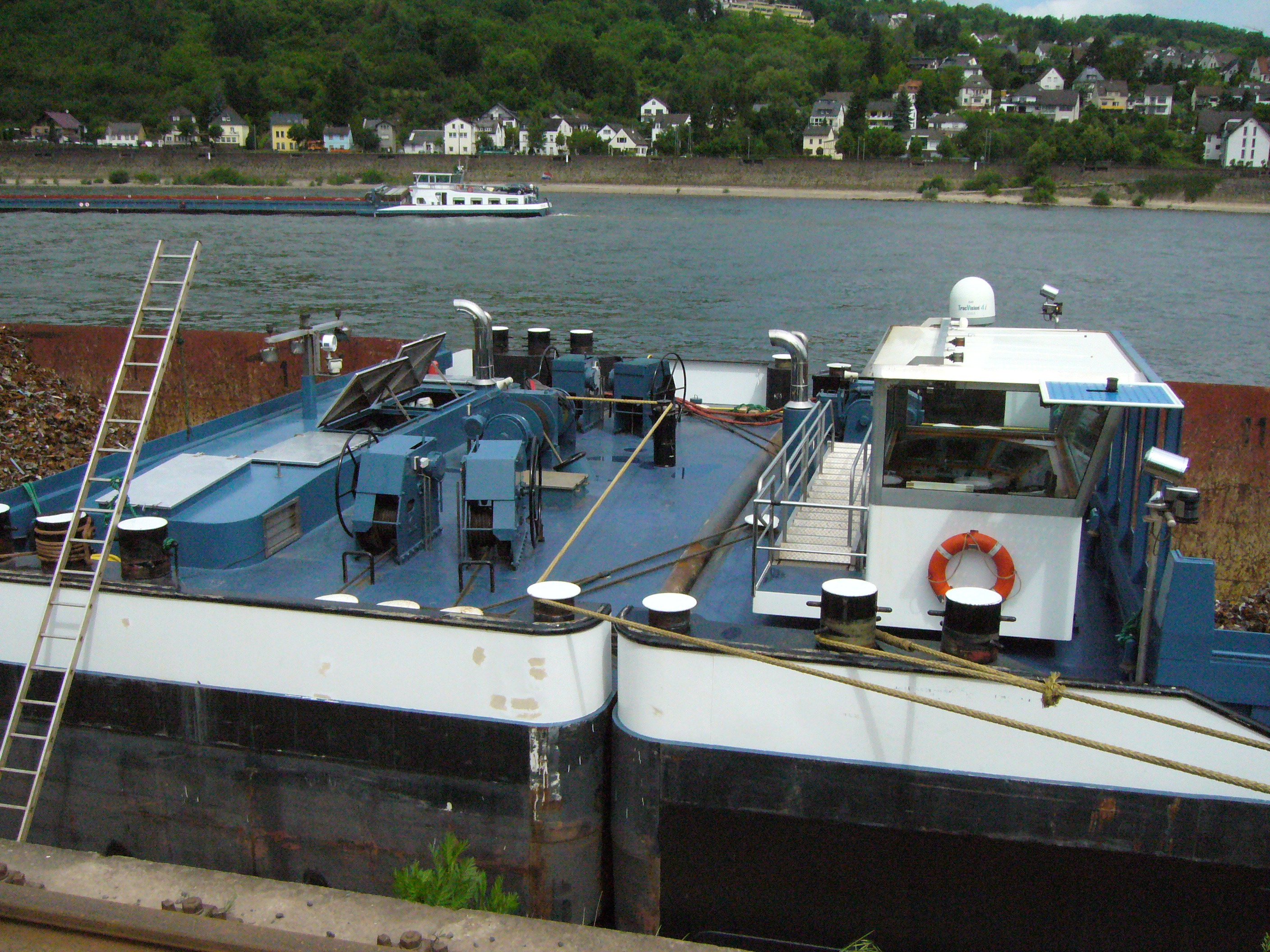
Koppelwinden Catharina und Steuerstand Leichter, Kastenbug

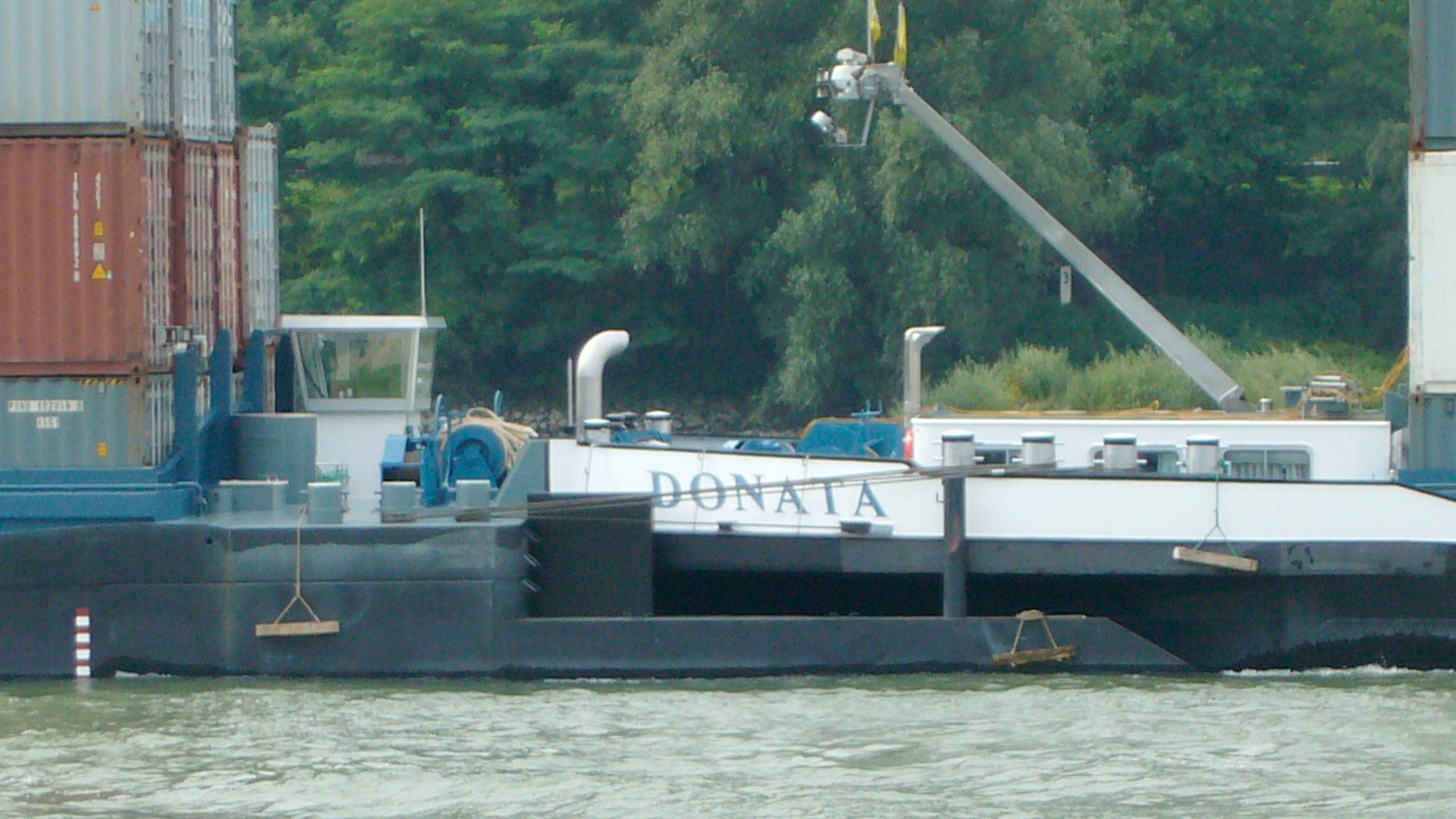
Strömungsoptimierte Verbindung bei einem Koppelverband

## Entwicklung
Gleichzeitig zur Entwicklung der Schubschifffahrt kamen auch die ersten Koppelverbände in Fahrt. Dazu wurden Schleppkähne und Motorschiffe mit Schubbühnen ausgerüstet, um die beiden Schiffe miteinander zu verbinden. Mit Hilfe von Koppelwinden auf den Schubbühnen wurde eine fast starre Verbindung hergestellt. In den ersten Jahren fuhren diese Koppelverbände voreinandergekoppelt zu Berg und nebeneinander zu Tal.
In den 1980er Jahren wurden spezielle Koppelverbände gebaut, bei denen beide Schiffe strömungstechnisch aufeinander abgestimmt waren. Entweder bekam das Motorschiff einen rechteckigen, flachen Bug (Kastenbug), so dass sich Schiff und Leichterheck ohne Zwischenraum aneinanderfügten, oder das Heck des Leichters erhielt durch einen mittigen Einschnitt eine Schwalbenschwanzform, in die der wie gewöhnlich spitz zulaufende Bug des Motorschiffs geschoben wurde. 
Ein Kastenbug erhöht allerdings den Fahrwiderstand, wenn das Motorschiff ohne Leichter fährt. Beide Einheiten der Koppelverbände verfügen heute über Ballastsysteme, mit denen man die Schiffe auf gleichen Tiefgang bringt.
Schubleichter sind in der Regel mit einem stärkeren Bugstrahlrudern ausgerüstet als die Schubboote, da sie den kompletten Verband steuern müssen. Sie haben auch einen eigenen Antrieb sowie ein kleines Steuerhaus, um kleine Ortsveränderungen selbst durchführen können. Auf manchen Leichtern ist auch eine Wohnung vorhanden. Koppelverbände werden in der Tank- und der Trockenschifffahrt eingesetzt.
Zur Verbindung der beiden Schiffe miteinander stehen heute verschiedene Techniken zur Verfügung. So gibt es neben den alten Koppelwinden auch automatische Kupplungen oder hydraulische Kupplungen, die ein Abwinkeln (Knicken) des Verbandes bis zu zwölf Grad erlauben, um enge Flussbiegungen einfacher befahren zu können.
Die Abkürzung KVB wird vielfach zusammen mit dem Namen des Schubbotes als AIS-Kennung genutzt, z. B. KVB Modena.

## Technische Daten
Beispiel eines heute gebräuchlichen Koppelverbandes Motorschiff Catharina / Schubleichter Catharina II
- Länge = 182,0 m, Motorschiff = 96,0 m, Leichter = 86,0 m
- Breite = 14,26 m
- Tiefgang = 4,21 m
- Tragfähigkeit Motorschiff = 4.266 t, Leichter = 3.880 t, 271/267 TEU in fünf Lagen
- 2 × MTU/DDC 12V 4000 M 60 je 1.176 kW Hauptmaschine
- 1 × MTU 8V M 60, 400 kW Bugstrahl
- 1 × MTU 8V M 60, 400 kW Ruderpropeller Leichter
- 1 × MTU 12V 2000 M 60, 600 kW Bugstrahl Leichter
- 2 × Generatorset je 50 kVA
- 2 × Generatorset je 75 kVA

Heutige Koppelverbände fahren immer in gestreckter Formation. Der größte Koppelverband (2010) auf dem Rhein, Ursa Montana, hat eine Länge von 194 m und eine Breite von 17,28 m. Die Tragfähigkeit beträgt bei 4,11 m Tiefgang 10.388 Tonnen oder 712 TEU. Für die Ausbildung zum Führen dieser Verbände werden in den Niederlanden die Prinses Máxima und in Belgien die Province de Liège eingesetzt.